# AZGP1
AZGP1 (англ. Alpha-2-glycoprotein 1, zinc-binding) – білок, який кодується однойменним геном, розташованим у людей на короткому плечі 7-ї хромосоми.  Довжина поліпептидного ланцюга білка становить 298 амінокислот, а молекулярна маса — 34 259.
| 10         |  | 20         |  | 30         |  | 40         |  | 50         |
| ---------- |  | ---------- |  | ---------- |  | ---------- |  | ---------- |
| MVRMVPVLLS |  | LLLLLGPAVP |  | QENQDGRYSL |  | TYIYTGLSKH |  | VEDVPAFQAL |
| GSLNDLQFFR |  | YNSKDRKSQP |  | MGLWRQVEGM |  | EDWKQDSQLQ |  | KAREDIFMET |
| LKDIVEYYND |  | SNGSHVLQGR |  | FGCEIENNRS |  | SGAFWKYYYD |  | GKDYIEFNKE |
| IPAWVPFDPA |  | AQITKQKWEA |  | EPVYVQRAKA |  | YLEEECPATL |  | RKYLKYSKNI |
| LDRQDPPSVV |  | VTSHQAPGEK |  | KKLKCLAYDF |  | YPGKIDVHWT |  | RAGEVQEPEL |
| RGDVLHNGNG |  | TYQSWVVVAV |  | PPQDTAPYSC |  | HVQHSSLAQP |  | LVVPWEAS   |

A: Аланін

C: Цистеїн

D: Аспарагінова кислота

E: Глутамінова кислота

F: Фенілаланін

G: Гліцин

H: Гістидин

I: Ізолейцин

K: Лізин

L: Лейцин

M: Метіонін

N: Аспарагін

P: Пролін

Q: Глутамін

R: Аргінін

S: Серин

T: Треонін

V: Валін

W: Триптофан

Секретований назовні.